# Rheinmetall
Rheinmetall AG er en tysk forsvarsindustrikoncern med hovedkvarter i Düsseldorf. De producerer militærkøretøjer og våben. Rheinmetall blev etableret i 1889 og producerede stålprodukter.
Selskabet er noteret på børsen i Frankfurt.

## Historie

### Grundlæggelse og de første år
Firmaet blev grundlagt i april 1889 som Rheinische Metallwaaren- und Maschinenfabrik Aktiengesellschaft. Selskabet blev stiftet af Hörder Bergwerks- und Hütten-Verein for at levere ammunition til Det Tyske Rige. Under ingeniør Heinrich Ehrhardt blev opført en fabrik i Düsseldorf, der begyndte produktionen i december 1889. Ehrhardt stillede mange af sine patenter og opfindelser til rådighed for virksomheden og ydede et væsentligt bidrag til den tekniske udvikling af mange Rheinmetall-produkter. Han ledede virksomheden indtil 1920.
Den nystiftede virksomhed ekspanderede hurtigt i årene efter, dels gennem offentlige kontrakter og dels grundt patenter i 1891 og 1892 på to processer til fremstilling af rør. I 1892 blev Metallwerk Ehrhardt & Heye AG i Düsseldorf-Rath opkøbt for at dække den øgede efterspørgsel efter stål. I 1896 præsenterede Rheinmetall verdens første brugbare hurtigskydende kanon med rekylmekanisme, men den preussiske artilleriprøvekommission afviste at indkøbe kanonen. Efter Frankrigs succesrige introduktion af rekylkanoner ændrede den preussiske holdning sig, og Rheinmetalls rekylkanon blev en stor kommerciel succes for virksomheden. Omkring århundredeskiftet opkøbte Rheinmetall andre ammunitions- og våbenfabrikker og konsoliderede sig på markedet.

### Første verdenskrig og mellemkrigstiden
I årene efter voksede Rheinmetall også som følge af ordrer fra udlandet. I 1906 blev fabrikken i Düsseldorf udvidet. Ved begyndelsen af første verdenskrig i 1914 var Rheinmetall en af de største våbenproducenter i Det Tyske Rige og beskæftigede næsten 8.000 mennesker. Ved krigens afslutning var arbejdsstyrken steget til næsten 48.000 arbejdere og ansatte, herunder omkring 9.000 kvinder. Selskabets primære fabrik i Düsseldorf blev firedoblet i løbet af krigen.
Ved krigens afslutning ophørte våbenproduktionen, og Rheinmetall måtte afskedige adskillige medarbejdere. Som følge af vilkårene i Versailles-traktaten var det nødvendigt at indstille våbenproduktionen og omlægge til produktion af civile produkter. Rheinmetall producerede derfor lokomotiver, jernbanevogne og landbrugsmaskiner i Düsseldorf og Ruhrområdet. Finmekaniske enheder såsom skrivemaskiner og regnemaskiner blev fremstillet på selskabets fabrik i Sömmerda. For at sikre produktionen af civile varer blev stålproduktionen øget. Fra 1921 blev forbuddet mod våbenproduktion lempet, og fabrikken genoptog produktion af et mindre antal våbensystemer. Imidlertid blev fabrikken i Düsseldorf-Derendorf lukket i 1921 i forbindelse med de allieredes besættelse af Rhinlandet og senere besat af belgiske og franske tropper fra 1923 til 1925 under besættelsen af Ruhr, hvor fabrikken blev delvist ødelagt. Grundet manglende ordrer blev den civile produktion indstillet, bortset fra fremstillingen af dampplove. Den tyske stat købte sig i 1925 ind i selskabet. I april 1933 købte Rheinmetall lokomotivfabrikanten Borsig, og erhvervede dermed en stor fabrik i Berlin-Tegel. Selskabet tog i 1936 navnet Rheinmetall-Borsig AG. Fra midten af 1930'erne leverede Rheinmetall-Borsig bidrag til den tyske oprustning gennem udvikling og produktion af maskingeværer og -kanoner, panserværnskanoner, morterer, feltkanoner og antiluftskyts. Datterselskabet Alkett (Altmärkische Kettenwerke) blev grundlagt i Berlin i 1937 til udvikling og konstruktion af pansrede bæltekøretøjer. Fra 1937 var selskabet den næststørste tyske våbenfabrikant. [7] I 1938 flyttede virksomheden sit hovedkvarter fra Düsseldorf til Berlin.

### Anden Verdenskrig
Under anden verdenskrig blev våbenproduktionen øget, ligesom der blev udviklet nye våbensystemer. Statens indflydelse gennem Wehrmacht-institutioner og integrationen af Rheinmetall-Borsig i det statsejede Reichswerke Hermann Göring-selskab steg, indtil virksomheden blev fuldstændig nationaliseret og integreret i de planlagte krigsforberedelser. Under de sidste to år af krigen blev produktionsfaciliteterne alvorligt beskadiget af allierede luftangreb. Efter et kraftigt luftangreb på fabrikkerne i Düsseldorf blev adskillige produktionsfaciliteter flyttet til områder i det senere DDR og nutidens Polen som Guben, Apolda og Breslau. Anlæggene i Berlin og Sömmerda foretog også flytninger, selvom Sömmerda-fabrikken blev skånet for luftangreb. Under krigen voksede antallet af ansatte til op mod 85.000. Efter krigens afslutning blev Rheinmetall-Borsigs anlæg stort set ødelagt. Anlæggene i Düsseldorf, Vestberlin og Unterlüß nær Celle kom under de vestallieredes kontrol og forvaltning. Alle besiddelser i områderne besat af Den Røde Hær blev eksproprieret. Nogle fabrikker i øst blev fuldstændig demonteret af den sovjetiske besættelsesmagt.
Under anden verdenskrig arbejdede talrige tvangsarbejdere i Rheinmetall-fabrikkerne. Alene ved fabrikken i Unterlüß blev omkring 5.000 udenlandske tvangsarbejdere og krigsfanger (ca. 2.500 polakker, 1.000 fra USSR, 500 jugoslaver, 1.000 fra andre lande) befriet af britiske tropper i slutningen af krigen. I en periode var ungarske jøder fra en satellitlejr i koncentrationslejren Bergen-Belsen også udstationeret der.

### Tiden under Tysklands deling
Ved krigsafslutningen var Rheinmetall stadig i stand til at producere i begrænset omfang. Anlægget i Düsseldorf led skade med mellem 60-70%. Ikke desto mindre blev hele arbejdsstyrken afskediget den 30. juni 1945. På trods heraf forblev en lille stamme af funktionærer og arbejdere tilsyneladende på arbejdet, hvor de udførte oprydningsarbejde og etablerede en mindre civil produktion. Rheinmetall-anlæggene i Ruhr var næppe påvirket af demontering.
DDR
I DDR blev den tidligere Rheinmetall-fabrik i Sömmerda returneret til DDR af den sovjetiske kontrolkommission den 3. juni 1952. Et statsejet selskab (VEB) blev oprettet til at overtage produktionen. Det nye selskab producerede kontormaskiner, knallertmotorer og kameraer under firmanavnet VEB Mechanik Büromaschinenwerk Rheinmetall Sömmerda. Den 5. maj 1958 blev Sömmerda-fabrikken igen en del af en stor gruppe virksomheder, da DDR lagde virksomheden ind under VVB Datenverarbeitungs- und Büromaschinen i Erfurt. Dette selskab blev den 1. april 1969 lagt sammen til VEB Kombinat Zentronik og igen den 1. januar 1978 sammenlagt til VEB Kombinat Robotron. Produktionen af knallertmotorer og kameraer blev opgivet i 1960'erne. Virksomhedens hovedprodukter, nu kaldet VEB Robotron Büromaschinenwerk Sömmerda (BWS), var fra 1967 printere fra 1967 og fra 1981 personlige computere. Efter DDR's ophør og Tysklands genforening blev fabrikken, som havde omkring 12.000 ansatte på det tidspunkt, lagt under den tyske Treuhandanstalt som Robotron Büromaschinenwerk AG og herefter privatiseret og herefter likvideret den 1. januar 1992 .
Vesttyskland
Der var fuldstændig forbud mod produktion i det besatte Vesttyskland indtil 1950. Herefter blev Rheinmetall-Borsig omdannet til et rent holdingselskab ejet af Forbundsrepublikken Tyskland, og to uafhængige datterselskaber blev grundlagt. Borsig i Berlin fremstillede dampkedler og køleanlæg, mens Rheinmetall i Düsseldorf fremstillede skrivemaskiner, støddæmpere, elevatorer, garvemaskiner og transport- og læsseudstyr. Der blev dog allerede i 1950 gjort forberedelser til genoptagelsen af våbenproduktionen. Fabrikken i Düsseldorf havde 232 ansatte i 1951 og 440 året efter. I 1954 modtog den tyske forbundsregering de første henvendelser fra tyske og schweiziske (tidligere) våbenproducenter, der ønskede at købe virksomheden.
I juni 1956 solgte den vesttyske regering Rheinmetall-Borsig til Röchlingsche Eisen- und Stahlwerke GmbH (i dag Saarstahl). I august blev Borsig solgt til Salzgitter AG. Da Bundeswehr blev oprettet i 1956, blev der igen sat et militært produktionsprogram i gang i Vesttyskland. Rheinmetall producerede maskingeværer, maskingeværer og ammunition. Det første produkt var maskingeværet MG1. Produktionen af tunge våben blev genoptaget i 1964 med produktion af tungt artilleri og kampvogne.
Sideløbende med den organiske vækst opkøbte Rheinmetall mellem 1958 og 1973 adskillige mindre produktionsvirksomheder mellem 1958 og 1973, primært virksomheder, der fremstillede varer, der kunne benyttes til både civil og militær brug. 1974/75 begyndte opkøb i blev de første udenlandske virksomheder opkøbt i Portugal, Storbritannien og Holland. Serieproduktion af felthaubitsen FH 70 (155 mm) begyndte i 1978. Den første Leopard 2 MBT-kampvogn blev leveret til Bundeswehr den 24. oktober 1979. Den var bevæbnet med en 120 mm glatløbet kanon udviklet af Rheinmetall. I årene efter blev virksomhedens civile afdeling reorganiseret og styrket i 1981 med køb af aktiemajoriteten i Jagenberg og opkøb af Gasti pakkemaskiner og andre virksomheder. I 1986 blev den bilteknologiske division opbygget gennem gennem køb af karburatorproducenten Pierburg GmbH.

### Efter genforeningen
Op igennem 1990 udbyggede Rheinmetall sine aktiviteter, bl.a. gennem opkøb og ekspansion af aktiviteterne i USA. I 1997 gennemgik virksomheden en grundlæggende reorganisering og strømlining af virksomheden og opkøb fortsatte herefter. Divisionen for emballageteknologi blev afhændet i 1999 til IWKA, der til gengæld solgte sine militæraktiviteter til Rheinmetall.
I 2000 besluttede Rheinmetalls direktion at koncentrere sig om forsvarsteknologi, bilteknologi og elektronik, og en række af selskabets aktiviteter blev solgt fra, herunder Mauser Waldeck, Jagenberg Papier- und Verpackungstechnik, Heimann Systems og Intergas, ligesom Eurometaal blev lukket. I 2004 blev Hirschmann og Nico Feuerwerk solgt fra.
I marts 2008 købte Rheinmetall tankproducenten Stork PWV fra det hollandske konglomerat Stork og overtog derved den hollandske andel af produktionen af Boxer-kampvogne, som udvikles til det tyske forsvar og den hollandske hær.

## Rheinmetall i dag
Rheinmetall AG er i dag børsnoteret på Deutsche Börse. Selskabets hovedkontor er fortsat i Düsseldorf. For regnskabsåret 2021 opnåede Rheinmetall en omsætning på 5.658 mio. € og et overskud på 594 mio. €. Virksomheden beskæftigede i 2021 20.185 ansatte.
Rheinmetall blev i februar 2021 omstruktureret og virksomheden består i dag af fem divisioner:
- Våben og ammunition
- Køretøjssystemer
- Elektroniske løsninger
- Sensorer og aktuatorer
- Materialer og handel

## Ejerskab
I 2023 var 66 % af aktierne i Rheinmetall AG ejet af institutionelle investorer, hvoraf 48 % kom fra Nordamerika, 21 % fra Europa og 3% fra resten af verden. 23 % af aktierne var ejet af private investorer. I 2023 ejede andre investorer de resterende 11%. De største aktieposter tilhørte i 2023:
- BlackRock (5,52%)
- Société Générale SA (5,33 %)
- Wellington Management Company (4,99%)
- Capital Group Companies (4,99%)
- Fidelity International (4,99%)
- Goldman Sachs (4,45%)
- UBS Group (3,83%)
- Fidelity Investments (3,04%)

## Eksempler på produkter
- En Lynx KF31 kampvogn udviklet af Rheinmetall
- Rheinmetall 30 mm MK 30-2 maskinkanon
- To HX60 42M fremstillet i joint venture mellem MAN og Rheinmetall
- Panseret mandskabsvogn benyttet af Luxembourgs politi